# (3533) Toyota
Pour les articles homonymes, voir Toyota (homonymie).
(3533) Toyota est un astéroïde de la ceinture principale.

## Description
(3533) Toyota est un astéroïde de la ceinture principale. Il fut découvert le 30 octobre 1986 à Toyota par Kenzo Suzuki et Takeshi Urata. Il présente une orbite caractérisée par un demi-grand axe de 2,22 UA, une excentricité de 0,12 et une inclinaison de 4,9° par rapport à l'écliptique.

## Compléments